# Callitriche aucklandica
Callitriche aucklandica är en grobladsväxtart som beskrevs av R. Mason. Callitriche aucklandica ingår i släktet lånkar, och familjen grobladsväxter. Inga underarter finns listade i Catalogue of Life.